# Oleksij Ajdarow
Oleksij Ajdarow (ukrainisch Олексій Айдаров; belarussisch Аляксей Айдараў / Aljaxej Ajdarau; russisch Алексей Петрович Айдаров/ Alexei Petrowitsch Aidarow; * 15. November 1974 in Swerdlowsk, Russische SSR, Sowjetunion) ist ein ehemaliger Biathlet, der zunächst für Belarus und später für die Ukraine antrat. Er wurde 1999 Staffelweltmeister und gewann im Jahr zuvor Bronze im Einzel bei den Olympischen Spielen. Zudem wurde Ajdarow 2005 Europameister im Sprint.

## Karriere
Oleksij Ajdarow hatte seinen ersten Auftritt im Biathlon-Weltcup 1994 bei einem Einzel in Bad Gastein, wo er auf Anhieb 12. wurde. Recht schnell konnte er sich im Weltcup etablieren und arbeitete sich immer weiter in die Weltspitze vor. 1996 in Östersund kam er im Einzel als Achter erstmals unter die Top 10. Seinen ersten Weltcupsieg feierte er 1997 bei einer Verfolgung in Lillehammer, in der er vom zehnten Platz aus startete. In der folgenden Saison gewann er nochmals einen Weltcup, dieses Mal einen Sprint in Ruhpolding. Ajdarows beste Saisons waren 1997/98 und 1998/99, wo er 13. und 12. im Gesamtweltcup wurde.
Abgesehen von 2005 nahm er von 1995 bis 2007 an allen Biathlon-Weltmeisterschaften teil. Trotz guter Platzierungen wie einem fünften Platz 2000 am Holmenkollen im Einzel oder einem achten Platz in Sprint und einem siebten Platz in der Verfolgung der Titelkämpfe von Kontiolahti 1999 konnte er nie eine Einzel-WM-Medaille gewinnen. In Kontiolahti wurde er mit der Staffel jedoch Weltmeister, 2001 in Pokljuka gewann er Silber und 1996 sowie 2003 Bronze, immer mit der belarussischen Staffel. Bei den Biathlon-Weltmeisterschaften 2007 in Antholz trat er erstmals für die Ukraine an und erreichte mit der Staffel einen achten Platz.
Zweimal startete Ajdarow bei Olympischen Spielen. 1998 in Nagano gewann er Bronze im Einzel und verpasste mit der Staffel als Vierter eine weitere Medaille nur knapp. Vier Jahre später in Salt Lake City waren seine besten Platzierungen wieder im Einzel (17.) und mit der Staffel (8.). Seinen einzigen großen Einzeltitel feierte Ajdarow im Februar 2005, als er in Nowosibirsk vor Andrij Derysemlja und Alexei Boltenko den Europameisterschaftstitel im Sprint gewann. Seine letzten Weltmeisterschaften lief der Ukrainer 2008 in Östersund, kam aber in keinem Einzelrennen unter die besten 50. Im Juni 2008 verkündete Ajdarow dann überraschend sein Karriereende, er nannte familiäre Umstände als Grund.

## Statistiken

### Weltcupsiege
| Nr. | Datum         | Ort         | Disziplin  |
| --- | ------------- | ----------- | ---------- |
| 1.  | 6. Dez. 1997  | Lillehammer | Verfolgung |
| 2.  | 16. Jan. 1999 | Ruhpolding  | Sprint     |

| Nr. | Datum         | Ort              | Disziplin |
| --- | ------------- | ---------------- | --------- |
| 1.  | 14. Feb. 1999 | Kontiolahti (WM) | Staffel 1 |
| 2.  | 12. Dez. 2002 | Pokljuka         | Staffel 2 |
| 3.  | 25. Jan. 2003 | Antholz          | Staffel 2 |
| 4.  | 13. Feb. 2003 | Oslo             | Staffel 2 |

### Weltcupplatzierungen
Der Wettkampf Team zählt unter die Spalte Staffel.

Die Tabelle zeigt alle Platzierungen (je nach Austragungsjahr einschließlich Olympische Spiele und Weltmeisterschaften).
- 1.–3. Platz: Anzahl der Podiumsplatzierungen
- Top 10: Anzahl der Platzierungen unter den ersten zehn (einschließlich Podium)
- Punkteränge: Anzahl der Platzierungen innerhalb der Punkteränge (einschließlich Podium und Top 10)
- Starts: Anzahl gelaufener Rennen in der jeweiligen Disziplin
- Staffel: inklusive Mixed- und Single-Mixed-Staffeln

| Platzierung         | Einzel | Sprint | Verfolgung | Massenstart | Staffel | Gesamt |
| ------------------- | ------ | ------ | ---------- | ----------- | ------- | ------ |
| 1. Platz            |        | 1      | 1          |             | 4       | 6      |
| 2. Platz            |        |        |            |             | 6       | 6      |
| 3. Platz            | 2      | 1      |            |             | 9       | 12     |
| Top 10              | 7      | 13     | 6          | 1           | 55      | 82     |
| Punkteränge         | 23     | 43     | 27         | 11          | 59      | 163    |
| Starts              | 53     | 108    | 57         | 11          | 59      | 288    |
| Stand: Karriereende |        |        |            |             |         |        |

### Olympische Winterspiele
Ergebnisse bei Olympischen Winterspielen:
|                                                | Einzelwettbewerbe | Einzelwettbewerbe | Einzelwettbewerbe | Einzelwettbewerbe | Staffelwettbewerbe |
| Einzel                                         | Sprint            | Verfolgung        | Massenstart       | Herrenstaffel     |                    |
| ---------------------------------------------- | ----------------- | ----------------- | ----------------- | ----------------- | ------------------ |
| Olympische Winterspiele 1998 \| Nagano         | 3.                | 37.               | –                 | –                 | 4.                 |
| Olympische Winterspiele 2002 \| Salt Lake City | 17.               | 37.               | 48.               | –                 | 8.                 |

### Biathlon-Weltmeisterschaften
1998 wurde eine reine Verfolgungs- sowie Teamweltmeisterschaft ausgetragen. Ergebnisse bei den Weltmeisterschaften:
| Weltmeisterschaften | Weltmeisterschaften  | Einzelwettbewerbe | Einzelwettbewerbe | Einzelwettbewerbe | Einzelwettbewerbe | Staffelwettbewerbe | Staffelwettbewerbe | Staffelwettbewerbe |
| Jahr                | Ort                  | Einzel            | Sprint            | Verfolgung        | Massenstart       | Herrenstaffel      | Mixedstaffel       | Team               |
| ------------------- | -------------------- | ----------------- | ----------------- | ----------------- | ----------------- | ------------------ | ------------------ | ------------------ |
| 1995                | Antholz              | –                 | 18.               | –                 | –                 | –                  | –                  | 8.                 |
| 1996                | Ruhpolding           | 42.               | 24.               | –                 | –                 | 3.                 | –                  | –                  |
| 1997                | Osrblie              | 34.               | 21.               | 35.               | –                 | 4.                 | –                  | –                  |
| 1998                | Pokljuka/ Hochfilzen | –                 | –                 | 17.               | –                 | –                  | –                  | 12.                |
| 1999                | Kontiolahti/ Oslo    | 35.               | 8.                | 7.                | 25.               | 1.                 | –                  | –                  |
| 2000                | Oslo/ Lahti          | 5.                | 16.               | 10.               | 25.               | 4.                 | –                  | –                  |
| 2001                | Pokljuka             | 33.               | 28.               | 30.               | 26.               | 2.                 | –                  | –                  |
| 2003                | Chanty-Mansijsk      | 47.               | 53.               | 37.               | –                 | 3.                 | –                  | –                  |
| 2004                | Oberhof              | 10.               | –                 | –                 | 18.               | 4.                 | –                  | –                  |
| 2007                | Antholz              | 44.               | 29.               | 31.               | –                 | 8.                 | –                  | –                  |
| 2008                | Östersund            | –                 | 52.               | 53.               | –                 | 10.                | 13.                | –                  |